# Vittorio Brevi
Vittorio Brevi (Pontoglio, 4 febbraio 1927 – Milano, 1º marzo 2003) è stato un pittore italiano.

## Biografia
Nato a Pontoglio nel 1927, Vittorio Brevi si trasferisce a Milano verso la fine degli anni '50 del '900, dove si forma artisticamente nel quartiere di Brera.
È in questi anni che affina la sua tecnica affiancandosi alla corrente spazialista e conosce artisti come Lucio Fontana, Piero Manzoni e Daniele Oppi.
A partire dagli anni sessanta inizia a tenere mostre personali e a partecipare a rassegne collettive di spessore sia italiano che internazionale.
Tra queste ricordiamo la sua mostra del 1969 alla Galleria Caravan House of East and West di New York, nella cui occasione riceve riscontri positivi ed apprezzamento.
Nel 1973 partecipa alla Collettiva Manifesto spazialista futuribile presso il Centro Braidense.
Nel 1974 alcune sue opere fanno parte della XXI Rassegna Internazionale di Elettronica Nucleare e Aerospaziale.
Negli anni successivi esporrà in diverse città tra cui Milano, Brescia e Como e le sue opere saranno trattate in numerose riviste di settore e non, tra cui l'autorevole New York Times.
Muore il 1º marzo 2003 nella sua casa di Milano all'età di 76 anni.
| Controllo di autorità | VIAF (EN) 55003861 · GND (DE) 121442780 |